# Domestikovaná činčila
Činčila je hlodavec z rodu činčilovití. Domestikované činčily pocházejí především z rodu Chinchilla, obvykle jde buď o činčilu vlnatou (Chinchilla lanigera). V přírodě žijí ještě činčily krátkoocasé (Chinchilla brevicaudata). Ty se ale v domácnostech nevyskytují. V přírodě je činčila zákonem chráněná a žije již pouze v rezervaci.
Jako domácí zvíře se stala činčila oblíbenou až 90. letech. Velké množství činčil žijících v zajetí žije stále ještě na kožešinových farmách v USA i v jiných státech. V Česku se od roku 2019 nesmějí chovat zvířata na kožešinu. Činčila je dnes tedy v Česku chována pouze jako mazlíček.
Činčila je výhradní býložravec. V domácnostech se krmí převážně senem a speciálními peletami či granulemi pro činčily. Miluje různé druhy sušených bylinek, sušenou zeleninu a snese malé množství sušeného ovoce. Nutně potřebuje hlodat kvůli neustále dorůstajícím zubům a proto musí mít k dispozici vhodný okus – větvičky jedlých dřevin, a dřevěnou výbavu klece. Činčila se velmi ráda koupe ve speciálním jemnén písku, který jí perfektně očistí srst od mastnoty. Ke spokojenému životu potřebuje klec nebo skříňoklec s minimální výškou 100 cm s policemi, aby mohla uspokojit svou potřebu skákání do výšky.

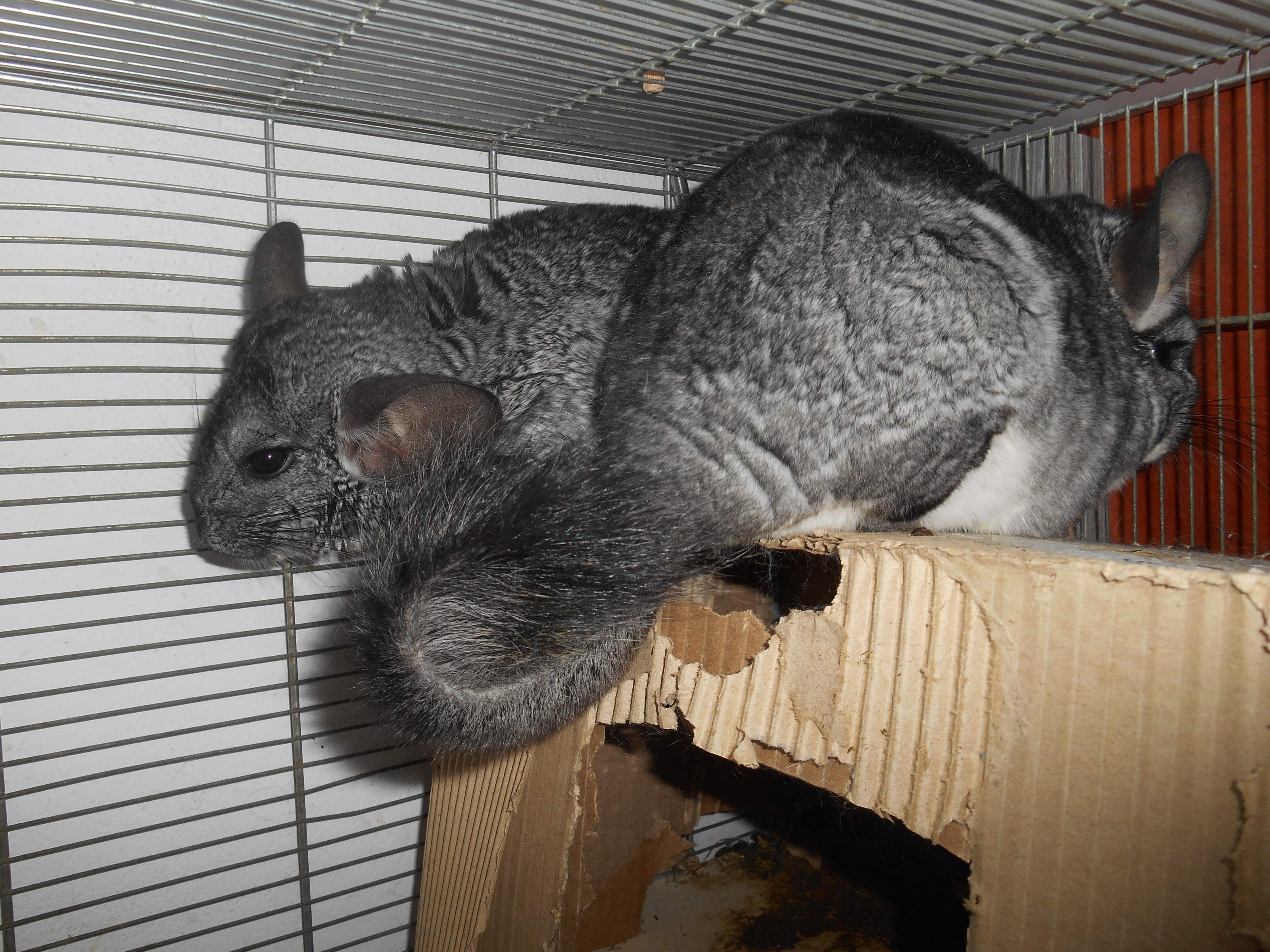
Činčila Standard Gray

## Smyslové vnímání

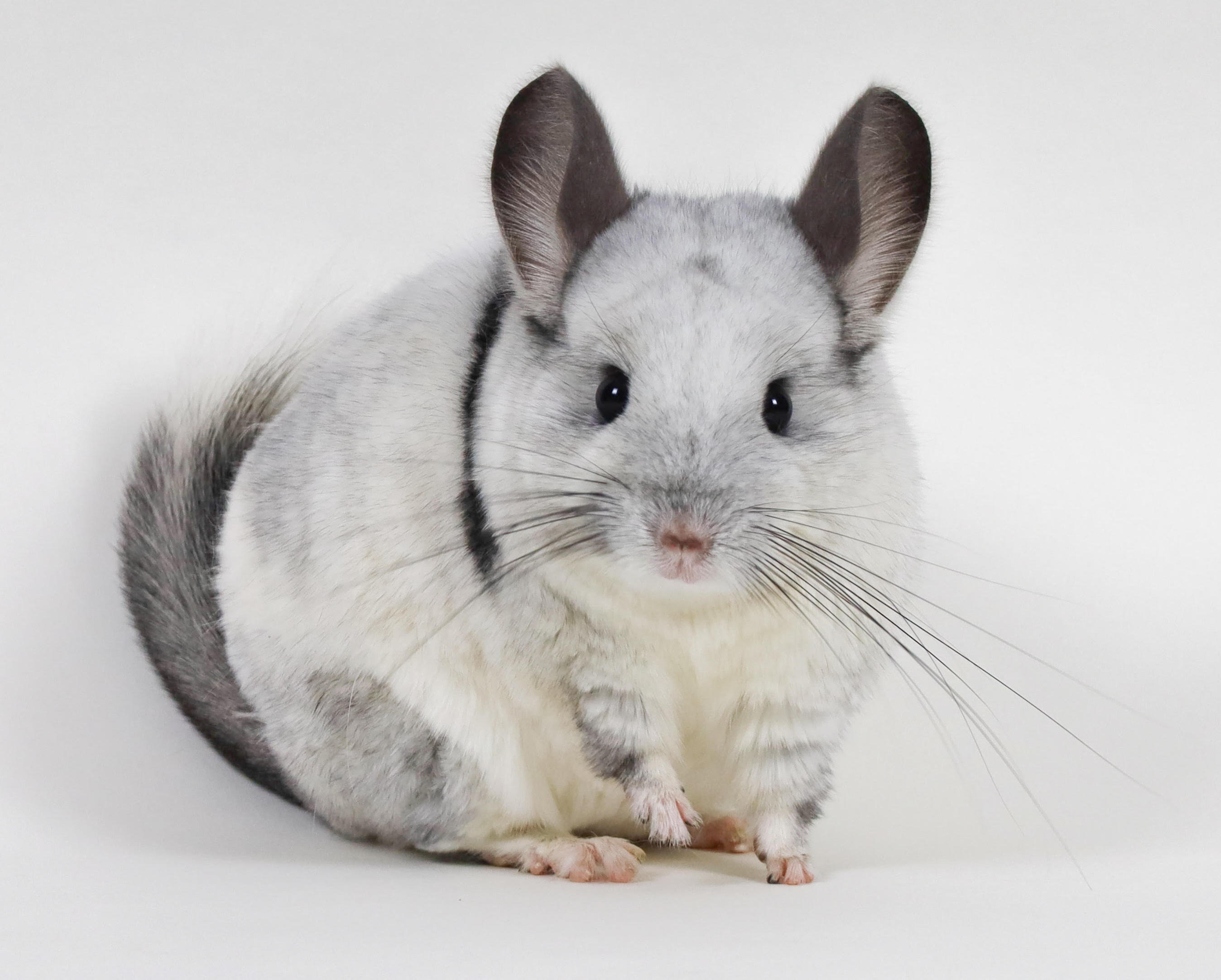
Bílá domestikovaná činčila, plemeno Mosaic

Činčily se díky svým smyslům znamenitě přizpůsobily životu v daném prostředí. Tyto jejich schopnosti přetrvávají i v domácím chovu.

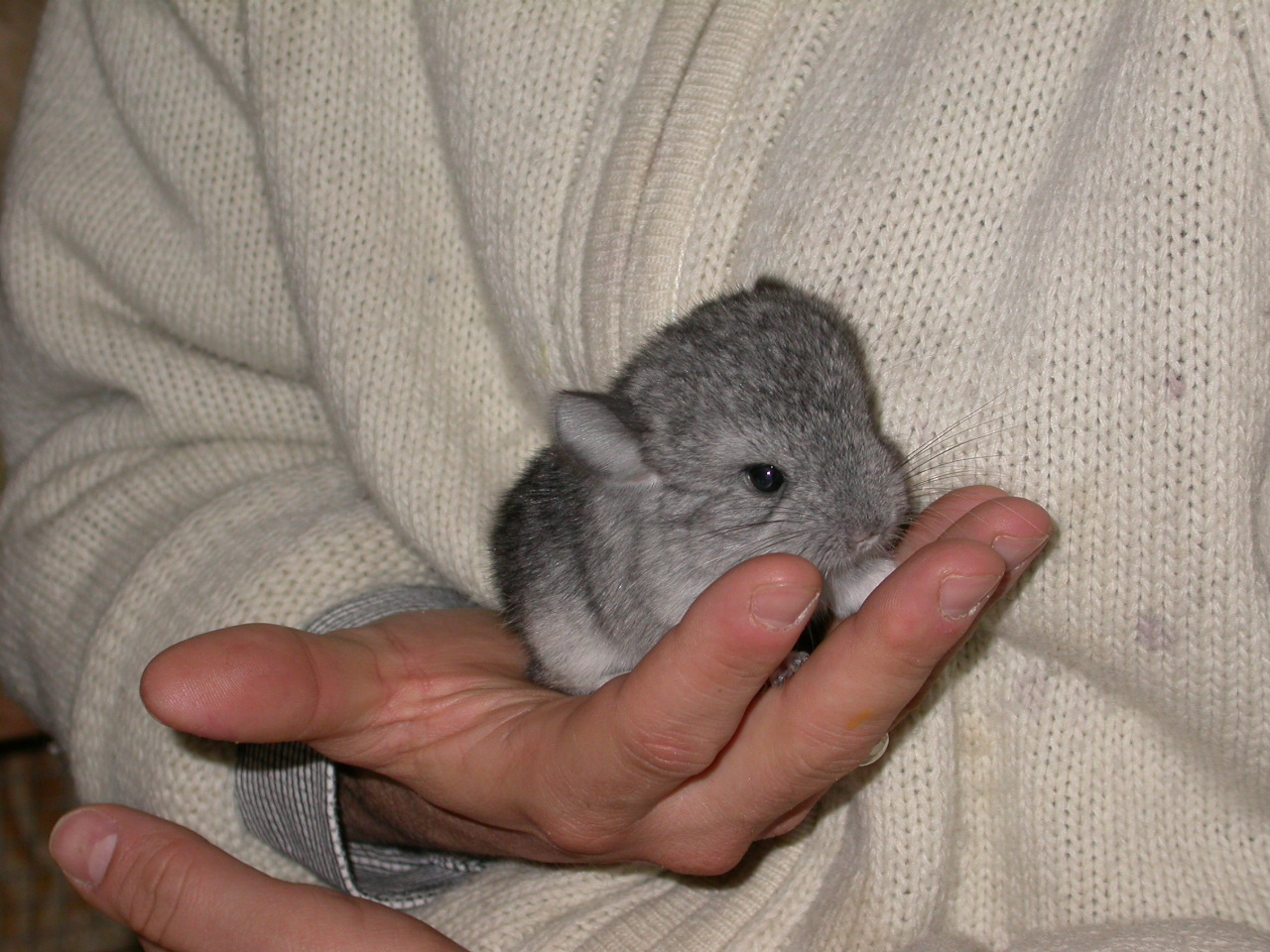
Mládě činčily

### Zrak
Velké oči, dokonalé přizpůsobené špatným světelným podmínkám, jsou typické pro zvířata aktivní za soumraku a v noci. Umístění očí po stranách hlavy poskytuje činčile široké zorné pole a usnadňuje včasné odhalení predátora.

### Sluch
Sluch je nejlépe vyvinutým smyslem těchto jihoamerických hlodavců. Velké uši jsou mimořádně pohyblivé a slouží i ke vzájemnému dorozumívání činčil. Velké ušní boltce díky dobrému prokrvení hrají velkou roli i při regulaci tělesné teploty.

### Čich
Čich u činčil je pravděpodobně velmi dobře vyvinut.  Uplatňují jej nejen při navazování kontaktu a každodenním styku s ostatními zvířaty, ale i při prozkoumávaní potravy a pro ně neznámých předmětech.

### Chuť
Činčily mají dobře vyvinutou chuť. Po čichovém testu následuje ochutnávka, podle níž se činčila rozhodne, zda ji potrava chutná či nikoliv.

### Hmat
Dlouhé hmatové vousy kolem čenichu umožňují činčilám se zorientovat i za naprosté tmy, v rourách či úzkých spárách. Hmatové vousy, jejichž kořeny jsou spojeny s velkým množstvím nervů, mohou zachytit i ty nejmenší vibrace a pohyby vzduchu.

## Mutace
Činčily se nevyskytují pouze v jedné barevné mutaci, existují desítky barevných odstínů. Zde je výpis základních barev činčil:

### Dominantní
V tomto případě stačí jeden rodič, aby se barva projevila na mláděti.
- Standard Gray (šedá) – činčily jsou celé šedé, břicho je bílé. Takto vypadají činčily vyskytující se v přírodě. Z této přírodní barvy se vytvořily všechny ostatní mutace a jejich křížením se vždy vracíme zpět k této původní barvě. Tato barva je nejkvalitnější a u dobrého chovatele je základem chovu.
- Black Velvet (černý samet) – znakem velveta je černá maska kolem očí a černý hřbet, pouze břicho je bílé. Na bocích pacek se táhnou černé proužky a packy zespodu získávají na delším chlupu. U této mutace je letální faktor, kvůli kterému se činčily mutace velvet či TOV nemohou křížit mezi sebou, protože by matka stále potrácela či rodila mrtvá mláďata. Tyto činčily se ale mohou rozmnožovat s jinými barevnými mutacemi – například se Standard Gray. Black velvet dávám všem ostatním barvám znaky velveta.
- White (bílá) – činčily jsou celé bílé či mohou mít šedé znaky na kořenu ocasu a u oblasti očí. Oči jsou černé. Uši jsou tmavě šedé. Je zde taktéž letálnífaktor stejně jako u barvy Black Velvet, ale na jiném lokusu a tak se spolu sice nesmí křížit bílé činčily, ale mohou se křížit s velvety. Letální faktor u této mutace způsobuje narozená mrtvá mláďata či úmrtí matky při porodu. Pokud se White činčila skříží s mutací Beige, vznikne mutace Pink white, tedy opět bílá činčila, ale s růžovýma očima i ušima.
- Beige (béžová) – činčily jsou celé béžové, břicho je bílé. Oči jsou červené(pink), uši růžové. Barva Beige je heterozygotní (Hetero Beige). Pokud spojíme dvě béžové činčily, vznikne Beige homozygotní (Homo Beige), která je světlounce krémová s jasně růžovýma očima. Béžová dává všem ostatním barvám růžové oči i uši.
- Ebony (ebenová) – Barva Ebony se dělí na 4 stupně tmavosti. 3 stupně jsou heterozygotní (Hetero Ebony). Stupně se jmenují Light (podobná Standard grey, jen nemá bílé břicho, ale šedé), Medium (činčila má na čele černé "T" a černá záda, břicho šedé) a Dark (činčila je celá černá, jen na břiše prosvítá šedá) a poslední stupeň je homozygotní (Homo Ebony), kdy jsou jedinci celí uhlově černí, břicho i ocas taktéž. Ebony dává všem ostatním barvám kromě bílé zabarvené břicho. Homo Ebony má vyšší cenu, jelikož se rodí velmi zřídka.
- Křížením těchto barev získáme různé další mutace jako je např. Tan, který má jako Ebony 3 stupně tmavosti a nejtmavší se jmenuje Chocolate. Ta se rodí jen zřídka a proto má vyšší cenu. Další mohou být – Brown velvet, White ebony, White tan, TOV white, TOV tan, TOV white tan, TOV white ebony

### Recesivní
V tomto případě je potřeba, aby měli oba rodiče gen pro barvu.
- Violet (fialová) – činčily jsou světle šedé s jasným nádechem do fialova. Břicho mají bílé, oči černé. Tato barva je recesivní, což znamená, že oba rodičové musí být Violet nebo jeden Violet a druhý mít gen pro tuto barvu (tzv. nosič – carrier), aby jejich potomci mohli být Violet či Violet Carrier.
- Sapphire (safírová) – činčily jsou světle šedé s jasným nádechem do modra. Břicho mají bílé, oči černé. Tato barva je taktéž recesivní jako barva Violet.
- Blue Diamond (modrá) – činčily jsou kříženci recesivních mutací Violet a Sapphire. Tato mutace má vysokou cenu.
- recesivních mutací je i více, ale často jsou chována pouze zřídka a mají vysokou cenu – German Violet, Blue Slate, Black Pearl, Lowe white, Recessive Beige a řadí se mezi ně i dlouhosrstá činčila neboli Royal Persian Angora, která má cenu nejvyšší a je potřeba mít tedy oba rodiče s genem pro dlouhou srst, aby se narodila dlouhosrstá činčila.
- Křížením těchto barev s dominantními mutace získáme další mutace jako je např. Beige violet, Beige sapphire, Beige blue diamond, TOV violet, TOV sapphire, TOV blue diamond, White violet, White sapphire, White blue dimaond, Ebony violet, Ebony sapphire, Ebony blue diamond, Tan violet, Tan sapphire, Tan blue dimaond a další kombinace mezi sebou. Stejně tak s ostatními recisivními mutacemi.

### Zkratky u názvů mutací, které pomáhají chovatelům
- TOV – Touch Of Velvet – dotek velveta – dominantní mutace
  - jeden z rodičů byl mutace Velvet a činčila tedy nese znaky velveta. Ty se poznají dle tzv. masky na obličeji, tmavším sedle na zádech
- VC – Violet Carrier – nosič genu Violet
  - alespoň jeden z rodičů má v sobě gen mutace Violet – gen Ebony se může projevit v další generaci při křížení se stejným nosičem genu (VC) či mutací Violet
- SC – Sapphire Carrier – nosič genu Sapphire
  - alespoň jeden z rodičů má v sobě gen mutace Sapphire – gen Sapphire se může projevit v další generaci při křížení se stejným nosičem genu (SC) či mutací Sapphire
- VC/SC (BDC) Violet-Sapphire Carrier – nosič genu Violet i Sapphire neboli nosič genu Blue Diamond
  - jeden z rodičů má v sobě geny mutace Violet a Sapphire, případně jeden má gen Violet a druhý Sapphire (křížením s Violet či Sapphire popř. s VC, SC nebo VC/SC se může daný gen projevit v další generaci)
- RPAC – Royal Persia Angora Carrier – nosič genu Royal Persia Angora (delší srst)
  - alespoň jeden z rodičů má v sobě gen mutace Royal Persia Angora – gen se může projevit v další generaci při křížení se stejným nosičem genu (RPAC) či mutací Royal Persia Angora